# Senusret II
Senusret II, en äldre stavning är Sesostris, var en fornegyptisk farao av den tolfte dynastin vars regeringstid var från 1882 till 1872 f.Kr.
Senusret II var son till farao Amenemhet II. Han regerade först som samregent med sin far. Senusret II lät uppföra sin pyramid i El Lahun i Faijum bredvid en nygrundad stad, Ha-Senusret-hotep, som är en viktig arkeologisk fyndort. Han efterträddes av sin son Senusret III.

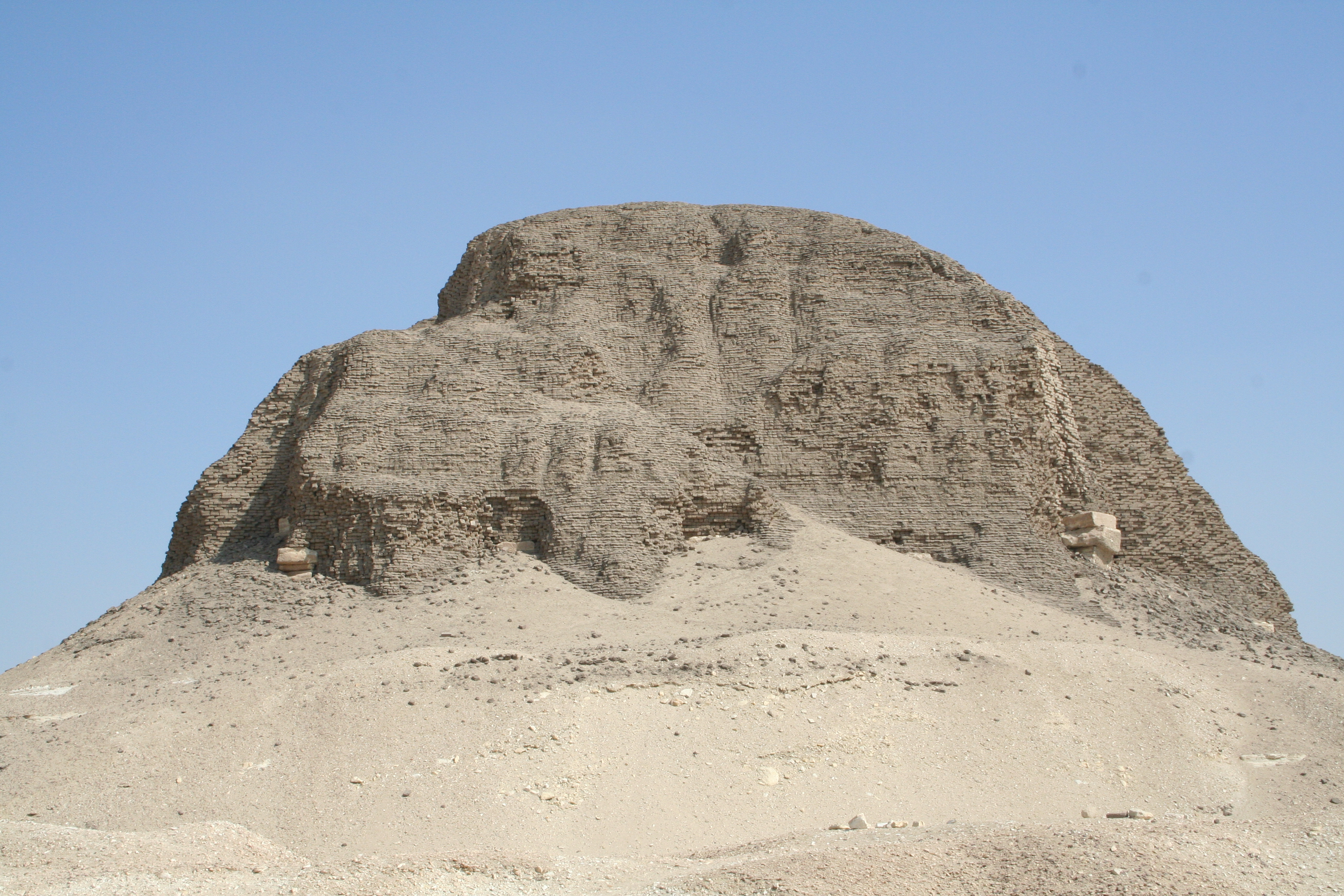
Resterna av Senusret II:s pyramid

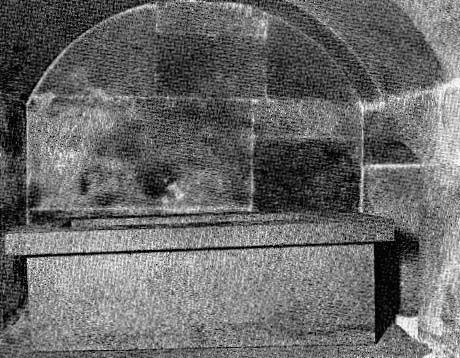
Kistan och takvalvet i kammaren

Pyramiden (engelska Wikipedia) har varit klädd med vit kalksten, som kan ha avlägsnats redan under Ramses II; i dag återstår bara en kärna av tegelsten. Den har undersökts arkeologiskt på 1840-talet av Karl Richard Lepsius och på 1890-talet av Flinders Petrie. Den senare fann den underjordiska ingången, som ovanligt nog ligger på södra sidan. Nya undersökningar har pågått sedan 1989 och pyramiden öppnades för besökare första gången i juni 2019. Från ingången leder en gång till en underjordisk kammare som har ett välvt tak av stora block av granit och där står en kista huggen i röd granit med en häpnadsväckande precision och utan inskriptioner. Det är okänt hur egyptierna med sina verktyg av koppar kunde bearbeta granit.